# Ricardo Shelly Castrillón
Ricardo Shelly Castrillón (Vejer de la Frontera (Cádiz) el 28 de diciembre de 1856-Cádiz el 8 de julio de 1932) fue un abogado y político español.

## Historia
Abogado, fue Alcalde del pueblo de Vejer de la Frontera (1886-1890), nombrado presidente de la Diputación Provincial de Cádiz y senador por esa provincia en 1918.
Contrajo matrimonio el 27 de diciembre de 1884 en Chiclana de la Frontera (Cádiz), con su prima María Pastora Castrillón Pareja.
Hijo de Antonio Eduardo Shelly y Calpena y María Dolores Castrillón y Mera, su padre fue diputado en Cortes por el Partido Liberal, capitán de caballería y ayudante de campo del Capitán General de Galicia en 1854. Su padre fue nombrado hijo adoptivo de la ciudad de Vejer de la Frontera (Cádiz).
Ricardo era nieto de Edmundo Shelly y MacCarthy, coronel de Infantería y secretario personal de cuentas del rey Fernando VII, también era nieto del General de Brigada Juan Castrillón Folgueras; sobrino de la marquesa de Francos, Josefa Castrillón y Mera, y primo hermano de Emilia Puig y Shelly casada con Juan de Rojas y Pasqual de Bonanza, notable abogado y político, miembro de la ejecutiva alicantina entre 1894 y 1897 y miembro de la Diputación de Alicante en 1890 por el distrito de Orihuela-Dolores.